# Eugamandus tuberculatus
Eugamandus tuberculatus là một loài bọ cánh cứng trong họ Cerambycidae.